# Celți
     Teritoriul Culturii Hallstatt către secolul al VI-lea î.Hr.
     Expansiunea maximă a celților în 275 î.Hr.
     Regiunea luzitană a Iberiei unde prezența celților nu este sigură
     Zonele unde limbile celtice erau vorbite în Evul Mediu
     Zonele unde limbile celtice rămân vorbite în ziua de astăzi

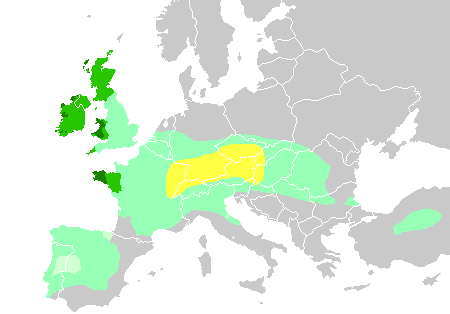
Răspândirea popoarelor celtice de-a lungul timpului, în viziunea tradițională:
Teritoriul Culturii Hallstatt către secolul al VI-lea î.Hr.
Expansiunea maximă a celților în 275 î.Hr.
Regiunea luzitană a Iberiei unde prezența celților nu este sigură
Zonele unde limbile celtice erau vorbite în Evul Mediu
Zonele unde limbile celtice rămân vorbite în ziua de astăzi

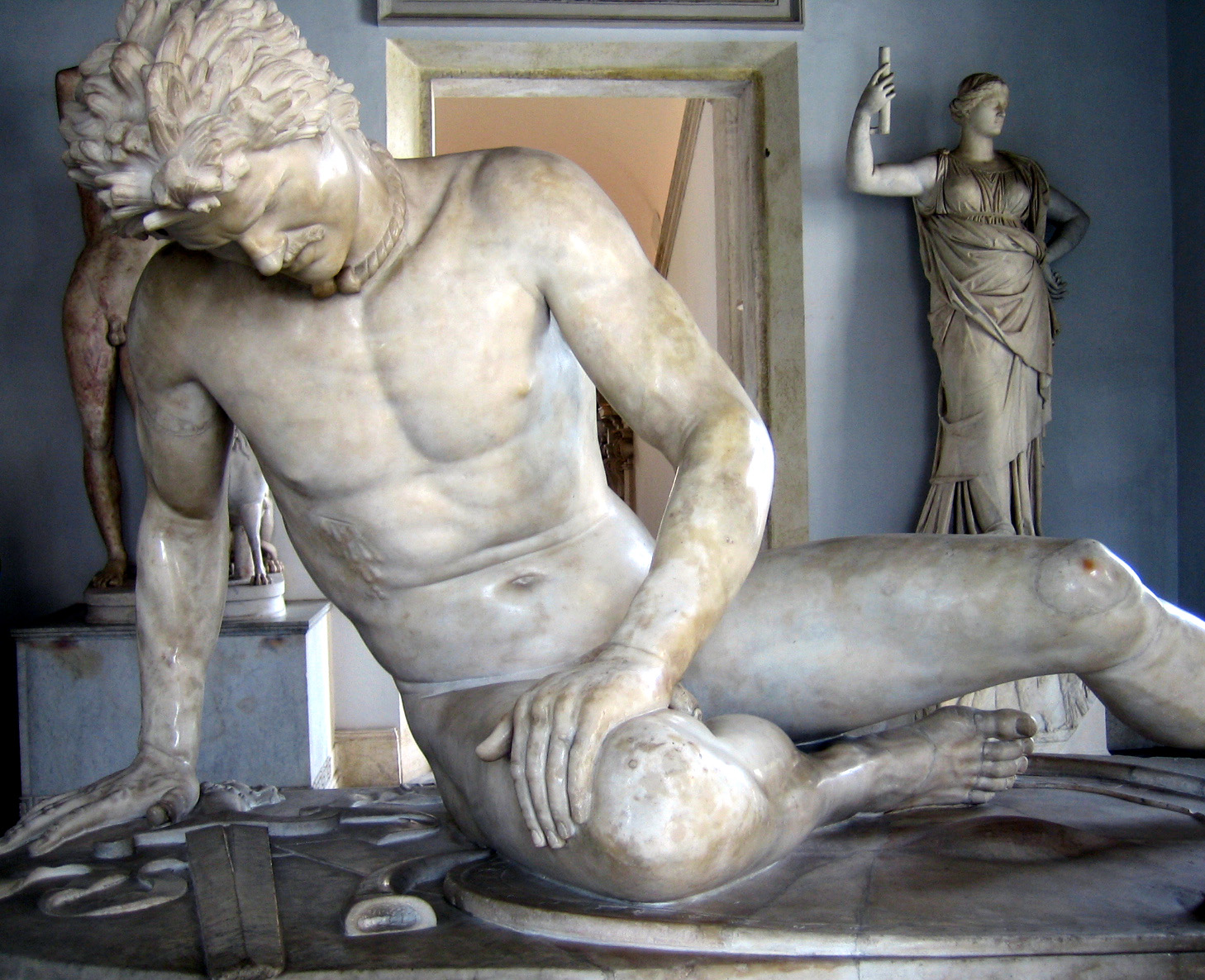
Gal pe moarte, o statuie romană antică. Muzeele Capitoline, Roma

Celții sunt un grup de popoare indo-europene din Europa și Anatolia, caracterizate prin utilizarea limbilor celtice și alte asemănări culturale. Printre grupurile celtice majore se numărau galii; celtiberii și galecii din Iberia; britanii, picții și gaelii din Britania și Irlanda; boii; și galatenii. Relația dintre etnie, limbă și cultură în lumea celtică este neclară și reprezintă un subiect de dezbatere; de exemplu, în ceea ce privește dacă locuitorii din Epoca Fierului din Marea Britanie și Irlanda ar trebui numiți celți. În studiile recente, vocabula „celții” se referă mai degrabă la „vorbitorii de limbi celtice”, decât la un singur grup etnic.

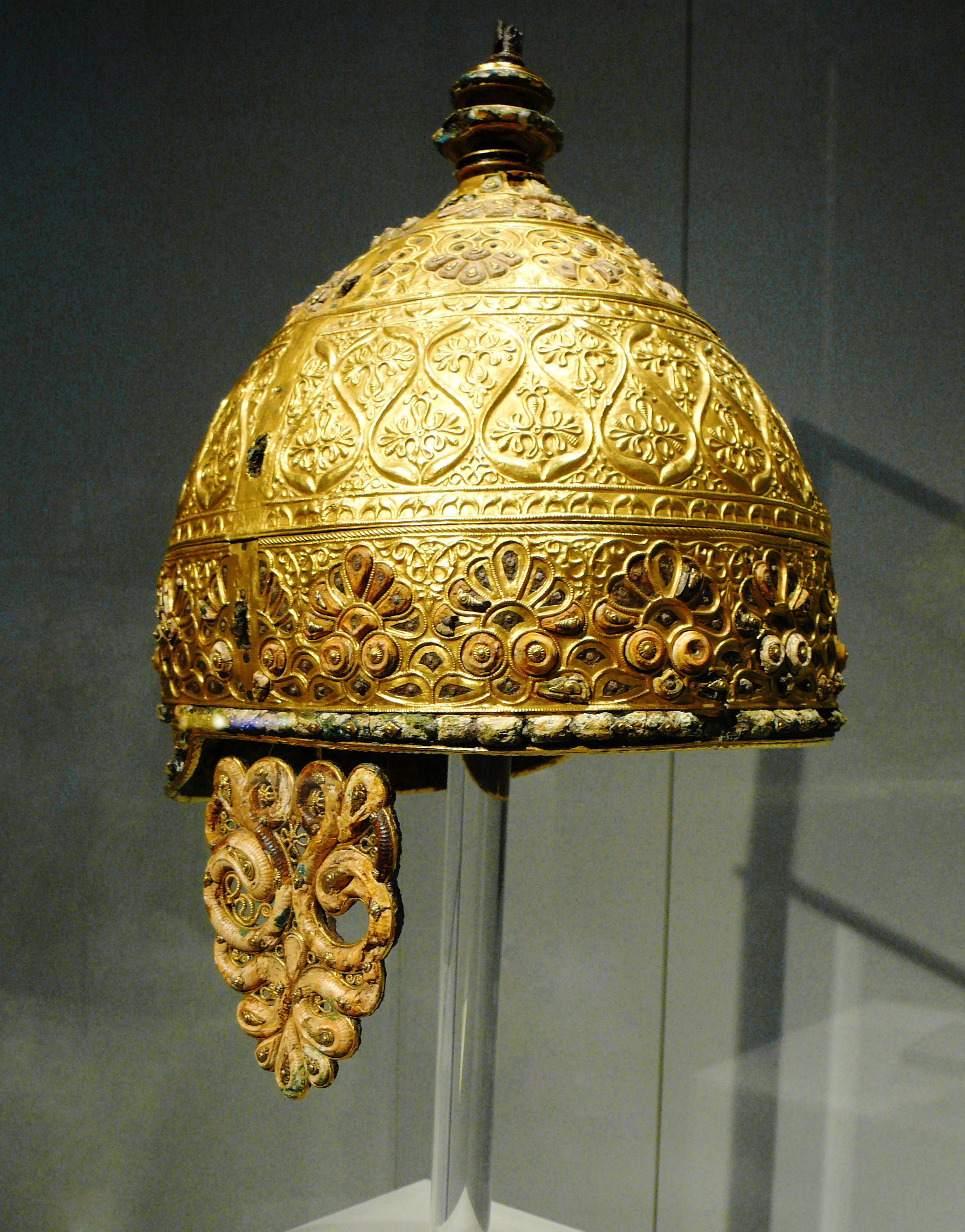
Coiful ceremonial de la Agris în stil La Tène, 350 î.Hr., Muzeul orașului Angoulême.

Istoria Europei preceltice și originea celților sunt dezbătute. Conform teoriei tradiționale „a celților din est”, limba protoceltică a apărut la sfârșitul Epocii Bronzului în cadrul culturii Câmpurilor de Urne din Europa Centrală, numită după niște cimitire din sudul Germaniei, care a înflorit începând cu aproximativ 1200 î.Hr. Această teorie îi leagă pe celți de cultura Hallstatt din Epoca Fierului care i-a urmat (c. 1200-500 î.Hr.), numită după bogatele morminte descoperite în Hallstatt, Austria, și de cultura La Tène (c. 450 î.Hr.), numită după situl La Tène din Elveția. Aceasta teorie presupune că cultura celtică s-a răspândit de acolo spre vest și spre sud prin difuzie sau migrație. O teorie mai nouă, „a celților din vest”, sugerează că protoceltica a apărut mai devreme, a fost lingua franca pe coastele atlantice ale Europei în Epoca Bronzului și s-a răspândit spre est. O altă teorie mai nouă, „a celților din centru”, sugerează că protoceltica a apărut între aceste două zone, în Galia Epocii Bronzului, apoi s-a răspândit în diferite direcții. După colonizarea de către celți a Europei de Sud-Est în secolul al III-lea î.Hr. cultura celtică a ajuns la est până în Anatolia centrală, în Turcia de astăzi.

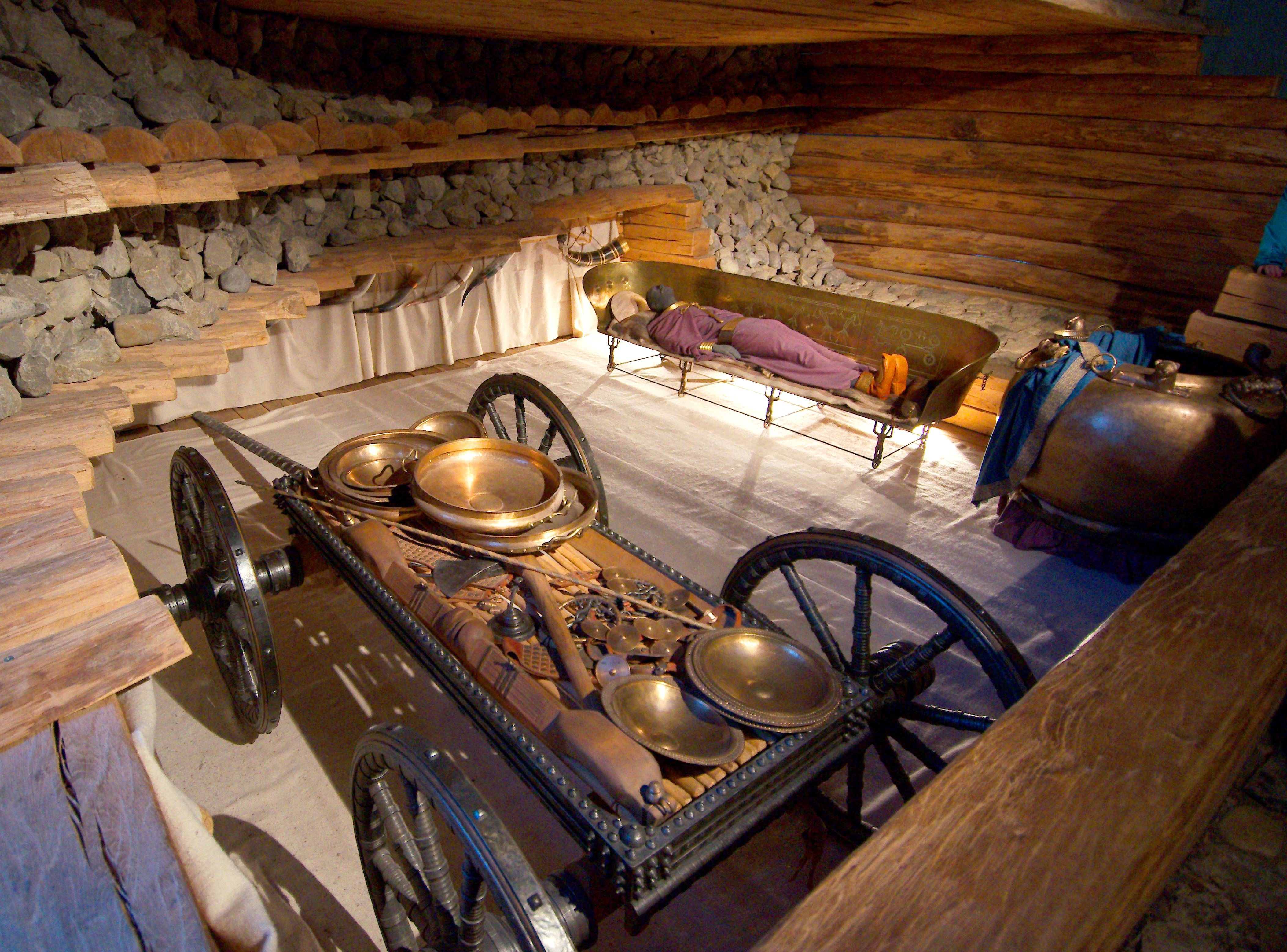
Reconstrucția mormântului căpeteniei din Hochdorf, Stuttgart, Germania, cca. 530 î.Hr.

Cele mai vechi exemple incontestabile ale unei limbi celtice sunt inscripțiile lepontice din secolul al VI-lea î.Hr. Limbile celtice continentale sunt atestate aproape exclusiv prin inscripții și nume de locuri. Limbile celtice insulare sunt atestate din secolul al IV-lea în inscripțiile ogamice, deși erau clar vorbite mult mai devreme. Tradiția literară celtică începe cu textele irlandeze vechi în secolul al VIII-lea d.Hr. Elementele mitologiei celtice sunt înregistrate în literatura irlandeză timpurie și în literatura galeză timpurie. Cele mai multe dovezi scrise despre primii celți provin de la scriitori greco-romani, care adesea îi grupau pe celți cu celelalte triburi barbare. Au urmat o religie celtică veche supravegheată de druizi.
Celții au avut mai multe conflicte cu romanii, precum războaiele romano-galice, războaiele celtibere, cucerirea Galiei și cucerirea Britaniei. Către secolul I d.Hr., majoritatea teritoriilor celtice deveniseră parte a Imperiului Roman. Către anul 500, datorită romanizării și migrației triburilor germanice, cultura celtică s-a păstrat, cu mici excepții, doar în Irlanda, vestul și nordul Britaniei și Bretania. Între secolele al V-lea și al VIII-lea, comunitățile de limbă celtică din aceste regiuni atlantice s-au dovedit o entitate culturală rezonabil de coezivă. Aveau o moștenire lingvistică, religioasă și artistică comună care îi deosebea de culturile înconjurătoare.
Cultura celtică insulară s-a diversificat în cea a gaelilor (irlandezi, scoțieni și manxezi) și a britonilor (galezi, cornici și bretoni) din perioadele medievale și moderne. O identitate celtică modernă a fost construită ca parte a Renașterii celtice romantice din Marea Britanie, Irlanda și alte teritorii europene, cum ar fi Galicia. Astăzi irlandeza, gaelica scoțiană, galeza și bretona sunt încă vorbite în anumite părți ale fostelor lor teritorii, în timp ce cornica și manx sunt în curs de revigorare.

## Diviziuni
În funcțiie de zonele geografice triburile celte din Antichitate se împărțeau în:
- celtiberi (în Peninsula Iberică)
- britani (în Insulele Britanice)
- gali (pe teritoriile actuale ale Franței, Cehiei și în sudul Germaniei)
- galați (în Anatolia)
- golasseci (în nordul Italiei).

## Originea
Limbile celtice sunt o ramură a limbilor indo-europene. Când celții au fost menționați pentru prima dată în scris, în jurul anului 400 î.Hr., aceștia erau deja împărțiți în mai multe grupuri lingvistice și se răspândiseră în mare parte din vestul Europei continentale, Peninsula Iberică, Irlanda și Marea Britanie. Limbile celtice se separaseră în grupurile celtiberic, goidelic și britonic.

### Teoria câmpurilor de urne-Hallstatt
Teritoriul inițial Hallstatt (HaC, 800 î.Hr.) este reprezentat cu galben solid.
     Răspândirea ulterioară a Hallstatt-ului (către anul 500 î.Hr., HaD) în galben deschis.
     Teritoriul inițial al culturii La Tène (450 î.Hr.) în verde solid.
     Răspândirea ulterioară a culturii La Tène (către anul 250 î.Hr.) este în verde deschis.

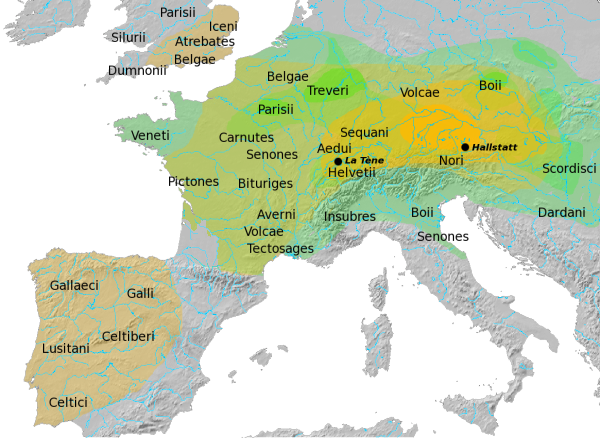
Prezentare generală a culturilor Hallstatt și La Tène.
Teritoriul inițial Hallstatt (HaC, 800 î.Hr.) este reprezentat cu galben solid.
Răspândirea ulterioară a Hallstatt-ului (către anul 500 î.Hr., HaD) în galben deschis.
Teritoriul inițial al culturii La Tène (450 î.Hr.) în verde solid.
Răspândirea ulterioară a culturii La Tène (către anul 250 î.Hr.) este în verde deschis. Teritoriile unor triburi celtice importante din perioada târzie La Tène sunt etichetate.

Opinia generală în cea mai mare parte a secolului al XX-lea era că celții și limba protoceltică au apărut din cultura câmpurilor de urne din Europa Centrală în jurul anului 1000 î.Hr., răspândindu-se spre vest și spre sud în următoarele câteva sute de ani. Această cultură a fost preeminentă în Europa Centrală în timpul epocii bronzului târziu, din circa 1200 î.Hr. până în 700 î.Hr. Răspândirea prelucrării fierului a dus la apariția culturii Hallstatt (cca. 800 - 500 î.Hr.) din cultura Câmpurilor de Urne într-o regiune vastă la nord de Alpi. Cultura Hallstatt s-a transformat în cultura La Tène în jurul anului 450 î.Hr., care a ajuns să fie asociată cu arta celtică.
În 1846, Johann Georg Ramsauer a descoperit un cimitir antic cu obiecte funerare distinctive la Hallstatt, Austria. Deoarece mormintele „au fost datate aproximativ cu perioada în care celții au fost menționați la Dunăre de Herodot, Ramsauer a conchis că acestea erau celtice”. Situri și artefacte similare au fost descoperite într-o regiune întinsă, care au fost numită „cultura Hallstatt”. În 1857, situl arheologic La Tène a fost descoperit în Elveția. Imensa colecție de artefacte avea un stil distinctiv. Artefacte în acest „stil La Tène” au fost găsite și în alte părți ale Europei, „în special acolo unde se știa că au trăit oamenii numiți celți și unde au fost atestate limbile celtice timpurii. Drept urmare, aceste obiecte au fost rapid asociate cu celții, într-așa măsură că, spre anii 1870, cercetătorii au început să considere descoperirile în stil La Tène drept «expresia arheologică a celților»”. Această rețea culturală a fost invadată de Imperiul Roman, deși urme ale stilului La Tène se mai puteau observa în artefactele galo-romane. În Marea Britanie și Irlanda, stilul La Tène a supraviețuit ca să reapară în arta insulară. 
Teoria câmpurilor de urne-Hallstatt a început să fie contestată la sfârșitul secolului al XX-lea, când a fost dovedit că cele mai vechi inscripții cunoscute într-o limbă celtică erau cele în lepontică din secolul al VI-lea î.Hr. și în celtiberică din secolul al II-lea î.Hr. Acestea au fost găsite în nordul Italiei și în Iberia, niciuna dintre acestea nefăcând parte din culturile „Hallstatt” sau „La Tène” la acea vreme. Teoria câmpurilor de urne-Hallstatt se baza parțial pe scrierile greco-romane antice, cum ar fi Istoriile lui Herodot, care plasau celții la izvoarele Dunării. Totuși, Stephen Oppenheimer arată că Herodot părea să creadă că Dunărea izvora în apropierea Pirineilor, ceea ce i-ar plasa pe celții antici într-o regiune mai în acord cu scriitorii și istoricii clasici de mai târziu (adică în Galia și Iberia). Teoria se baza parțial și pe abundența inscripțiilor cu nume celtice în regiunea estică a Hallstatt-ului (Noricum). Totuși, Patrick Sims-Williams observă că acestea provin din epoca romană târzie și spune că sugerează „o colonizare relativ târzie de către o elită vorbitoare de limbă celtică”.

### Teoria „celților din vest”

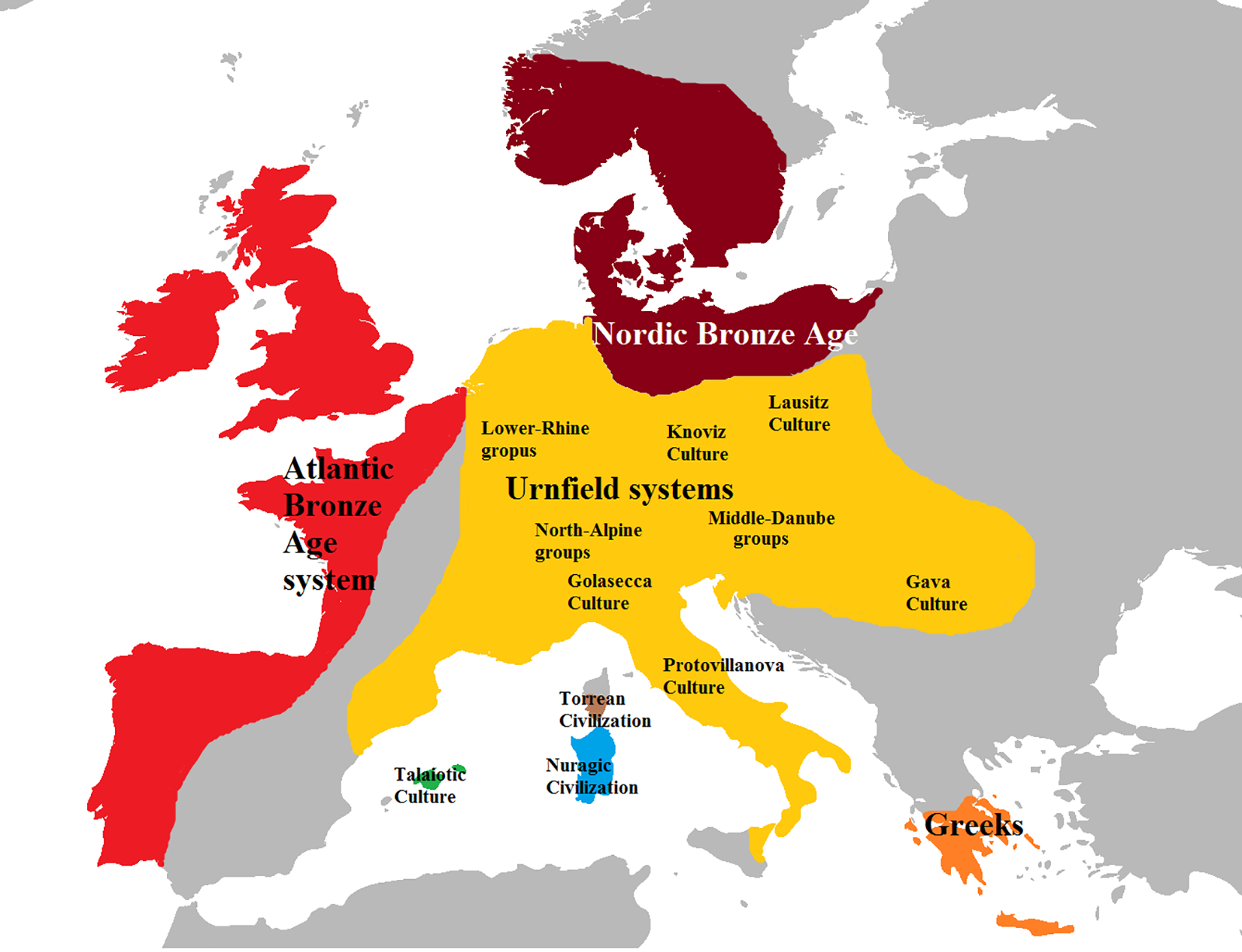
O hartă a Europei în epoca bronzului, care prezintă rețeaua atlantică cu roșu.

La sfârșitul secolului al XX-lea, teoria câmpurilor de urne-Hallstatt a început să piardă din influență printre unii cercetători, din cauza noilor descoperiri arheologice. „Celtic” a început să se refere în primul rând la „vorbitorii de limbi celtice”, mai degrabă decât la o singură cultură sau grup etnic. O nouă teorie sugerează că limbile celtice au apărut mai devreme, pe coasta Atlanticului (inclusiv Marea Britanie, Irlanda, Armorica și Iberia), cu mult înainte ca dovezile culturii „celtice” să fie găsite arheologic. Myles Dillon și Nora Kershaw Chadwick susțineau că „colonizarea celtică a Insulelor Britanice” ar putea fi contemporană cu cultura vaselor campaniforme din epoca cuprului și a bronzului (din cca. 2750 î.Hr.). La fel și Martín Almagro Gorbea (2001) a presupus că cultura celtică a apărut în mileniul al III-lea î.Hr., sugerând că răspândirea culturii vaselor campaniforme explică răspândirea largă a celților în Europa de Vest, precum și variabilitatea popoarelor celtice.
John T. Koch și Barry Cunliffe au dezvoltat această teorie a „celților din vest”. S-a propus că limba protoceltică a apărut pe coasta Atlanticului și a fost lingua franca a rețelei culturale de pe coasta atlantică din epoca bronzului, răspândindu-se ulterior în interior și spre est. Mai recent, Cunliffe a sugerat că protoceltica a apărut în zona atlantică chiar mai devreme, către anul 3000 î.Hr., și s-a răspândit spre est odată cu cultura vaselor campaniforme în mileniul următor. Teoria sa se bazează parțial pe glotocronologie, pe răspândirea toponimelor antice cu aspect celtic și pe teza conform căreia limba tartesiană era celtică. Totuși, propunerea conform căreia tartesiana era celtică este respinsă în mare măsură de lingviști, mulți dintre ei considerând-o neclasificată.

### Teoria „celților din centru”
Celtologul Patrick Sims-Williams (2020) observă că, în studiile actuale, „celt” este în primul rând o etichetă lingvistică. În teoria sa a „celților din centru”, el susține că limba proto-celtică nu își are originea în Europa Centrală sau pe coasta atlantică, ci între aceste două regiuni. El sugerează că „a apărut ca un dialect indo-european distinct în jurul mileniului al doilea î.Hr., probabil undeva în Galia [în mare, Franța de astăzi]... de unde s-a răspândit în diferite direcții și cu diferite viteze în primul mileniu î.Hr.”. Sims-Williams spune că prin aceasta se evită ideea problematică „că limba celtică a fost vorbită pe o vastă suprafață timp îndelungat, dar a evitat cumva diviziunile dialectale majore” și „se menține limba celtică destul de aproape de Italia, ceea ce se potrivește cu opinia că limba italica și limba celtică erau într-un fel legate”.

## Descoperiri arheologice

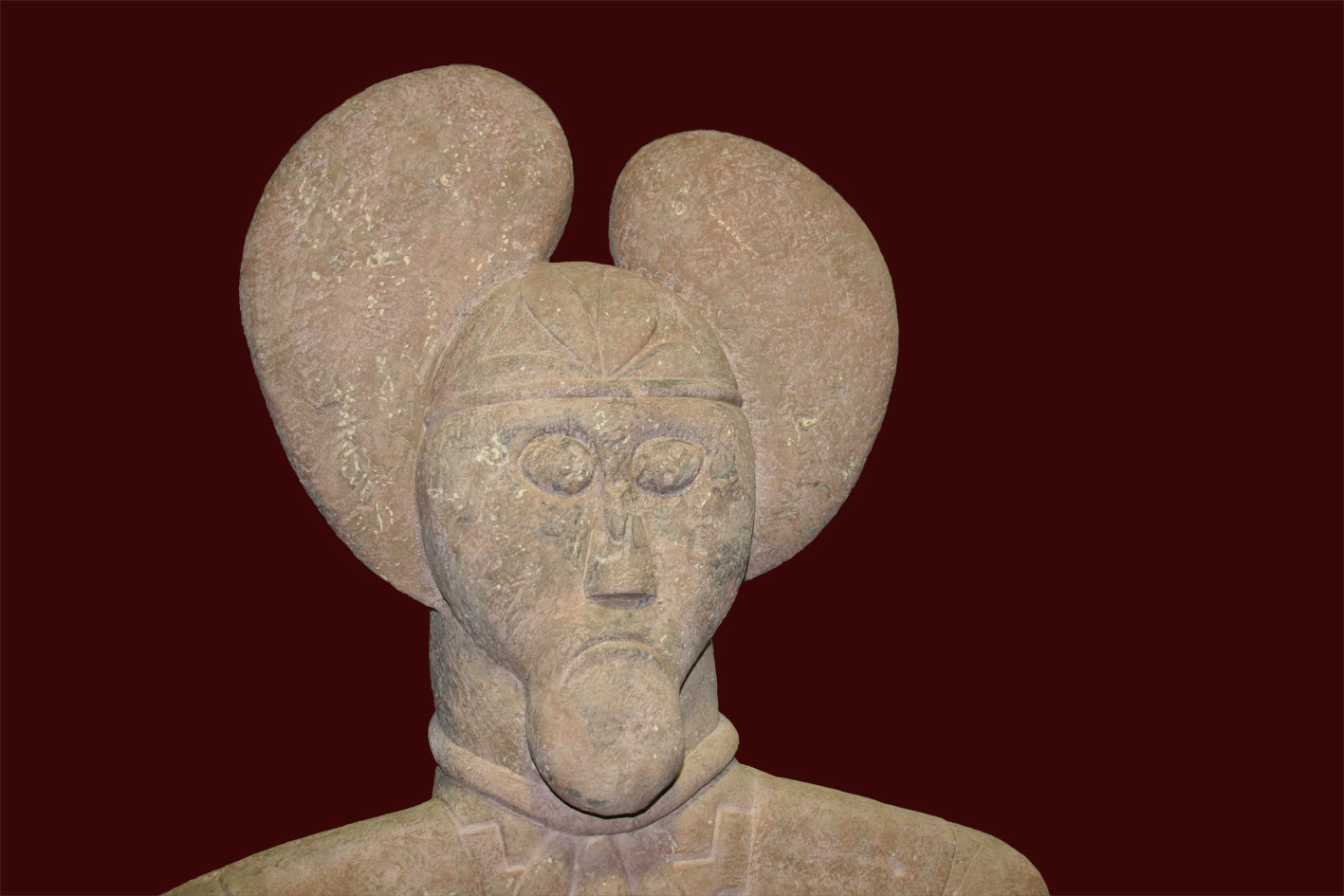
Capul statuii prințului celt de la Glauburg, Germania (cca 500 î.e.n.)

Un sit arheologic important pentru reconstruirea vieții și culturii celtice din secolul al V-lea î.Hr. s-a dovedit a fi cel de la Glauburg, landul Hessa, Germania. În anii 1990 aici au fost găsite morminte celtice de personalități ale vremii, vechi de circa 2 500 de ani, precum și statuia remarcabilă de gresie, în mărime naturală, a unui prinț celt. În mai 2011, în imediata vecinătate a sitului, s-a inaugurat un muzeu dedicat celților.
În decursul ultimelor cinci secole î.Hr., celții s-au răspândit în toată Europa Centrală. Astfel, există urme arheologice de așezări celte din secolul al III-lea î.Hr. și în spațiul carpato-dunărean, de exemplu în România, în Transilvania la Fântânele, Oradea, Ciumești, Silivaș, Apahida (vezi celții în Transilvania).